# زانکت ماریان بای گراتس
زانکت ماریان بای گراتس (به آلمانی: Sankt Marein bei Graz) یک منطقهٔ مسکونی در اتریش است که در گراتس اومگبونگ واقع شده‌است. زانکت ماریان بای گراتس ۱۰٫۲۵ کیلومتر مربع مساحت دارد ۳۹۸ متر بالاتر از سطح دریا واقع شده‌است.